# 타악기를 위한 토카타 (차베스)
《타악기를 위한 토카타》(Toccata for Percussion Instruments)는 멕시코의 작곡가 카를로스 차베스가 1942년에 작곡한 작품이다. 1947년 10월 31일에 초연되었다.

## 악기 편성
작은북2, 웨웨틀(소형1, 대형 1 또는 2), 테너 드럼2, 큰북, 클라베스, 마라카스, 매달린 심벌즈2, 공2(대형, 소형), 튜블러 벨2, 글로켄슈필, 실로폰, 팀파니3

## 연주자 수
6명이 연주한다.

## 악장 구성
총 3악장으로 되어 있으며, 쉬지 않고 연주한다.
- 1악장: Allegro, sempre giusto
- 2악장: Largo
- 3악장: Allegro un poco marziale